# Федерація Європейських Професійних Фотографів
Федерація Європейських Професійних Фотографів або Федерація Європейських Фотографів (FEP) є некомерційною організацією, яка об'єднує національні асоціації професійних фотографів географічного регіону, що перебуває під патронатом Ради Європи, і включає до свого складу членські організації 29 країн. Офіційна штаб-квартира FEP розташована в Брюсселі. Секретаріат федерації — в Римі. Як центральний довідковий орган з питань фотографії в Європейському Союзі федерація представляє інтереси більш ніж 50 000 професійних фотографів у Європі.
FEP складається з національних професійних асоціацій у таких країнах: Вірменія, Австрія, Азербайджан, Білорусь, Бельгія, Хорватія, Кіпр, Чехія, Данія, Фінляндія, Франція, Грузія, Німеччина, Угорщина, Ірландія, Італія, Латвія, Мальта, Норвегія, Польща, Португалія, Росія, Сербія, Словаччина, Іспанія, Швеція, Нідерланди, Україна та Велика Британія.

## Основні принципи
FEP захищає права професійних фотографів безпосередньо та співпрацюючи з національними й міжнародними організаціями. FEP представляє інтереси асоціацій-членів на міжнародному рівні в таких сферах, як освіта, навчання, професійні стандарти, авторські права тощо. FEP бере участь так сприяє організації національних заходів асоціацій-членів і міжнародних конгресів, а також сприяє розвитку професійному обміну.

## Історія
Перше засідання FEP відбулася на фестивалі Photokina в 1992 році. На цій зустрічі було прийняте рішення щодо об'єднання деяких національних асоціацій в Федерацію. Ріккі Стівенс, з Ірландії, був затверджений на посаду президента.
Протягом декількох років, асоціація здійснювала діяльність виключно як «Європейське представництво» WCPP (Всесвітня рада професійних фотографів), глобальної організації, що базується в США. Президент WCPP брав участь в засіданнях FEP як гість. Тривали нескінченні і виснажливі дискусії щодо рішення відносно існування FEP як самоврядної організації. В ці роки до Федерації продовжували приєднуватись нові члени і, нарешті, нова конституція була офіційно схвалена на Генеральній Асамблеї, що відбулася в місті Гмунден, Австрія, 4 квітня 1997. Угоду було підписано членами асоціацій-засновників: Австрії, Бельгії, Чехії, Франції, Німеччини, Ірландії, Італії, Великої Британії і Югославії. FEP була остаточно зареєстровано відповідно до бельгійського законодавства в січні 1999 року.
Основна мета FEP полягала в перевірці рівня кваліфікації професійних фотографів по всій Європі. У 1998 році за допомогою Британського інституту професійної фотографії (БІПП), FEP було порушено європейську професійну кваліфікацію в сфері фотографічного мистецтва під назвою QEP.
У 2011 FEP приєднався до UEAPME та Міжнародної Фотографічної Ради в ООН.

## Професійної кваліфікації
FEP запропонувати на професійних фотографів систему кваліфікацій, які визнані і прийняті в усіх Європейських країнаї. Ці європейські кваліфікації, також відомі як ЕР, QEP і MQEP доповнюються, проте не заміняються, національними кваліфікаціями професійних фотографів.
Кваліфікація «Європейський Фотограф» (ЕР) — визначає компетенцію і професійний стандарт для тих, хто заробляє на життя, як професійних фотографів. Кваліфікація створена за відсутності альтернативної конкретної сертифікації, що підтверджувала б професійний статус фотографів в Європі. Це нова базова сертифікація контролю якості, що відтепер доступна для більшості професійних фотографів по всій Європі.
«Кваліфікований Європейський Фотограф» (QEP) кваліфікація спрямована на визнання і заохочення передового досвіду в європейських професійних фотографів. Вона призначена для доповнення національних систем нагород і відзнак. На сьогодні сформована загальноєвропейська мережа з майже 500 сертифікованих фахівців, які поділяють пристрасть і талант до професійної фотографії.
«Кваліфікований Європейський Фотограф, Майстер» (MQEP) є вищою нагородою в Європі для визнання видатних досягнень у сфері фотографічного мистецтва. На сьогодні близько 50 провідних європейських фотографів здобули ступінь майстра.

## Змагання
- З 2008 року — FEP Professional Photographer of the Year Award, під патронатом FEP.
- З 2010 року — премія Photo Book Award
- З 2013 — FEP Emerging Talent Award (FETA)
- З 2013 року — Фотографічний чемпіонат світу (у співпраці з професійними фотографами Америки) — некомерційна організація, заснована як спільна ініціатива (ФЕП) і професійних фотографів Америки (PPA).